# Volksgruppen und Sprachen in Sierra Leone

Hauptsiedlungsgebiete der verschiedenen Ethnien

Sierra Leone ist ein Vielvölkerstaat in dem zahlreiche  Ethnien heimisch sind. 2015 hatte Sierra Leone knapp 7,1 Millionen Einwohner, die offiziell 15 Volksgruppen und ebenso vielen Sprachen angehören. Ethnologue kennt hingegen 25 lebende Sprachen in Sierra Leone, wovon zwei vom Aussterben bedroht sind.
Die Temne und Mende stellen mit jeweils mehr als zwei Millionen Menschen die größten Volksgruppen in Sierra Leone dar. Ihre Sprachen werden am häufigsten als Muttersprache gesprochen, gefolgt von Krio.
Amtssprache in Sierra Leone ist Englisch, Hauptverkehrssprache (Lingua Franca) ist Krio.

## Volksgruppen und Muttersprachen
Anmerkung: Sortiert nach Anteil im Jahr 2015.
| Volksgruppe      | Anteil in % (1963) | Anteil in % (2003/04) | Anteil in % (2013) | Absolut (2015) | Anteil in % (2015) | Sprache | Absolut (2015) | Anteil in % (2015) |
| ---------------- | ------------------ | --------------------- | ------------------ | -------------- | ------------------ | ------- | -------------- | ------------------ |
| Mende            | 30,9               | 37,45 ▲               | 33,2 ▼             | 2.258.232      | 32,2 ▼             | Mende   | 2.065.349      | 29,7               |
| Temne            | 29,8               | 23,83 ▼               | 35,5 ▲             | 2.220.211      | 31,7 ▼             | Temne   | 1.851.300      | 26,6               |
| Limba            |                    | 09,86                 | 06,4 ▼             | 592.190        | 08,5 ▲             | Limba   | 380.060        | 05,5               |
| Kono             |                    |                       | 4,4                | 363.051        | 05,2 ▲             | Kono    | 306.824        | 04,4               |
| Koranko          |                    |                       | 2,8                | 313.384        | 04,4 ▲             | Koranko | 277.356        | 04,0               |
| Fullah           |                    | 3,4                   |                    | 266.581        | 03,5 ▲             | Fullah  | 173.003        | 02,5               |
| Susu             |                    |                       |                    | 203.779        | 02,9               | Susu    | 155.175        | 02,2               |
| Kissi            |                    | 02,98                 |                    | 175.843        | 02,5 ▼             | Kissi   | 154.341        | 02,2               |
| Loko             |                    | 02,53                 | 02,9 ▲             | 165.692        | 02,4 ▼             | Loko    | 91.668         | 01,3               |
| Madingo          |                    | 02,26                 | 02,4 ▲             | 160.080        | 02,2 ▼             | Madingo | 88.650         | 01,3               |
| Sherbro (Bullom) |                    | 01,20                 | 02,6 ▲             | 134.606        | 01,9 ▼             | Sherbro | 81.304         | 01,2               |
| Krio (Kreolen)   |                    | 05,62                 | 01,2 ▼             | 94.593         | 01,3 ▲             | Krio    | 1.265.295      | 18,2               |
| Yalunka          |                    |                       |                    | 51.781         | 00,7               | Yalunka | 44.935         | 00,6               |
| Krim             |                    |                       |                    | 15.729         | 00,2               | Krim    | 1.669          | 00,0               |
| Vai              |                    | 00,06                 |                    | 1.205          | 00,0 ▼             | Vai     | 1.043          | 00,0               |

Ethnologue nennt zudem folgende Sprachen für Sierra Leone, woraus sich auch ein Vorkommen der jeweiligen Volksgruppen im Land ableiten lässt: Maninkakan (Malinke), N’Ko, Bassa (Bassa), Bullom So (Bullom-Sherbro), Gola (Gola), Klao, Pular (Fullah) und Bom. Zu den zuletzt zugewanderten Volksgruppen zählen die wirtschaftlich einflussreichen Libanesen. Die Kru und Bassa sind aus Liberia zugewandert. Bei den Maroons handelt es sich um befreite Sklaven.